# Charles Munch
Charles Munch (nascido Charles Münch) (Estrasburgo, França em 26 de setembro de 1891 - 6 de novembro de 1968) foi um maestro sinfônico e violinista. Conhecido por seu vasto repertório orquestras francês, sendo mais conhecido como Diretor Musical da Orquestra Sinfônica de Boston.

## Biografia
Munch nasceu em Estrasburgo, Alsace-Lorrine, Império Germânico (atualmente França, desde 1919). O filho do organista e diretor de coro, Ernst Münch, ele foi o quinto filho de uma família de seis crianças. Ele foi o irmão do maestro Fritz Münch e primo do maestro e compositor Hans Münch. Sua primeira ambição foi ser condutor de locomotiva, ele estudou violino no Conservatório de Estrasburgo. Seu pai, Ernst, foi professor de órgão no Conservatório e apresentava-se na Catedral. Seu pai também ensinou e dirigiu uma orquestra com seu filho nos segundos violinos. Após receber seu diploma em 1912, Charles estudou com Carl Flesch em Berlim e Lucien Capet no Conservatório de Paris. Ele foi convocado pelo Exécito Alemão a ir para a Primeira Guerra Mundial, serviu como sargento. 
Em 1920, ele tornou-se professor de violino no Conservatório de Estrasburgo e spalla assistente na Orquestra Filarmônica de Estrasburgo, sob Joseph Guy Ropartz. No começo da década de 1920 ele foi spalla na Orquestra de Gürzenich, com Hermann Abendroth, em Colônia. Ele também serviu como spalla na Orquestra Gewandhaus de Leipzig com Wilhelm Furtwängler e Bruno Walter, de 1926 a 1933.
Aos 41 anos de idade ele fez sua estreia como maestro, em Paris, dia 1 de novembro de 1932. A noiva de Munch, Genevière Maury, neta do fundador da Companhia de Chocolate Nestlé, alugou o hall e contratou a Orquestra Straram. Munch também estudou condução com o maestro tcheco Fritz Zweig.
Seguindo anos de sucesso, ele conduziu o Concertos Siohan, a Orquestra Lamoureux, a Orquestra Sinfônica de Paris, a Orquestra Biarritz, a Sociedade Filarmônica de Paris (1935 a 1938) e a Orquestra da Sociedade dos Concertos do Conservatório (1937 a 1946). Ele tornou-se conhecido como defensor de Hector Berlioz e de ser amigo de Arthur Honegger, Albert Roussel e Francis Poulenc. Durante esses anos, Munch apresentou as premières dos trabalhos de Honegger, Jean Roger-Ducasse, Joseph Guy Ropartz, Roussel e Florend Schmitt. Ele tornou-se o Diretor da Sociedade Filarmônica de Paris em 1938 e lecionou regência no Conservatório de Paris de 1937 a 1945.

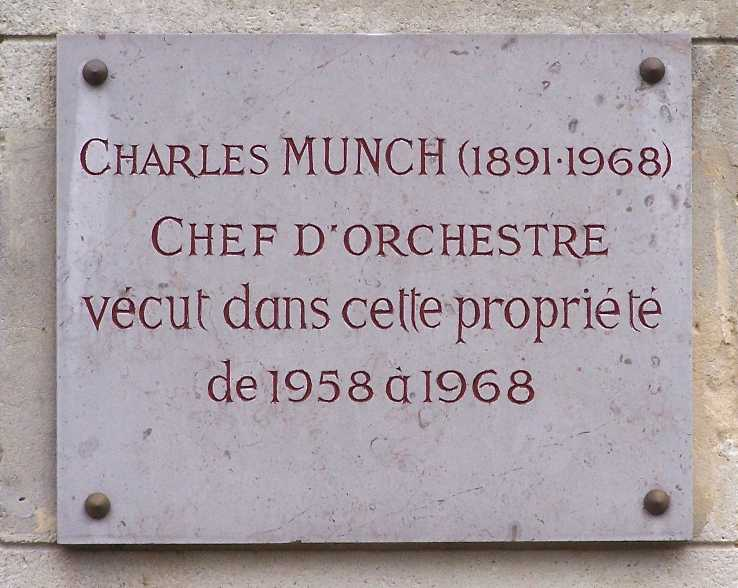
Placa em homenagem a Charles Munch

Ele resistiu a ocupação Nazista na França e recebeu em 1952 o grau de Commandeur (Comandante) da Légion d'honneur da França.

## Em Boston
Much fez sua estreia com a Orquestra Sinfônica de Boston em 27 de dezembro de 1946. Ele foi o Diretor Musical desta de 1949 a 1962. Much também foi o Diretor do Festival de Mùsica de Berkshire e do Centro de Música de Berkshire de 1951 a 1962. Ele conduziu ensaios com a orquestra de uma forta mais relaxada e leve, do que o jeito autoritário de Serge Koussevitzky. Munch também recebeu títulos pela Universidade de Boston, Universidade de Harvard e Universidade Brandeis.
Ele era um excelente maestro do repertório francês modernos, especialmente de obras dos maestros Claude Debussy e Maurice Ravel e foi considerado autoritário quando tratava-se de Hector Berlioz. Entretanto, os programas de Munch também apresentavam, regularmente, obras de compositores como Johann Sebastian Bach, Joseph Haydn, Wolfgang Amadeus Mozart, Ludwig van Beethoven, Franz Schubert, Robert Schumann, Johannes Brahms e Richard Wagner. Em seus treze anos a frente da Sinfônica de Boston, ele apresentou 39 premières mundiais e 17 premières americanas e ofereceu ao público, 168 trabalhos contemporâneos. 
Munch convidou Pierre Monteux para ser o Maestro Convidado Residente, para gravar e fazer turnês com a orquestra, após uma abstinência de mais de 25 anos. Com Munch, os maestros convidados eram partes importantes dos programas da orquestra em Boston e em Tanglewood.
Munch conduziu a orquestra pela sua primeira turnê transcontinental dos Estados Unidos, em 1953. Ele tornou-se o primeiro maestro a realizar turnês com a orquestra para outros continentes: Europa em 1952 e 1956 e Áusia e Austrália em 1960. Durante a turnê de 1956, a Sinfônica foi a primeira orquestra americana a apresentar-se na União Soviética.

## Orquestra de Paris
Much retornou a França em 1963, tornando-se presidente da Écola Normale de Musique. Ele também foi nomeado o Presidente da Guilde Française des Artistes Solistes. Durante a década de 1960, Munch apareceu regularmente conduzindo orquestra na América, Europa e Japão, como convidado. Em 1967, o Ministério da Cultura da França, com o Ministro André Malraux, foi fundada a primeira orquestra totalmente salariada da França, a Orquestra de Paris, e Munch foi nomeado o Diretor da orquestra, tento seu primeiro concerto apresentado em 14 de novembro de 1967.  O ano seguinte, ele morreu de um ataque cardíaco em seu hotel, em Richmon, Virgínia, durante uma turnê americana com a orquestra.

## Gravações
A discografia de Munch é extensa, graças suas gravações com a Sinfônica de Boston e com as varias orquestras européias e assinou contratos com muitas gravadoras, como a Decca, EMI, NOnesuch, Erato, RCA Victor e Audivis-Valois.